# Ailill Cruitire
Ailill Cruitire mac Áedo Sláine (mort en 634) est un roi de Brega issu du Síl nÁedo Sláine une lignée des Uí Néill du sud. Il est le fils de l'Ard ri Erenn Áed Sláine mac Diarmato (mort en 604),. Son surnom signifie le  "harpiste".
La date exacte de son accession au trône de Brega n'est pas mentionné dans les  annales. Il est contemporain de son frère Congal mac Áedo Sláine, qui est nommé Roi de Brega par les annales, où ce titre n'est pas attribué à Ailill.
Les annales relèvent qu'en 634 Ailill et son frère Congal sont vaincus et tués lors de la Battle de Loch Trethin à Fremainn (Loch Drethin à Frewin Hill, dans le comté de Westmeath) par le même Conall Guthbinn du Clan Cholmáin qui a tué leur père. Congal est encore mentionné comme roi de Brega lors de cet événement contrairement à  Ailill.
Un poème du  Livre de Leinster, proclame cependant que Ailill est tué lors de la Bataille de Áth Goan à l'ouste de la  Liffey 
pendant une guerre civile au Leinster  en 633.La victoire est remportée contre Conall Guthbinn et son allié Fáelán mac Colmáin (mort en 666?) du sept Uí Dúnlainge.
Le fils d'Ailill, Dlúthach est l'ancêtre du sept Síl nDlúthaig, ou  Fir Cúl Breg, c'est-à-dire les hommes de l'église de  Brega. Son petit-fils Áed mac Dlúthaig (mort en 701) est rois de Fir Cúl. Il est le père de Flann mac Áedo meic Dlúthaig identifié par Edel Bhreathnach avec  « Flann Asail », l'un des Ard ri Erenn du  Baile Chuinn Chétchathaig .